# Jardin Alexandre
Ne doit pas être confondu avec Jardin d'Alexandre (Saint-Pétersbourg).
Le jardin Alexandre (russe : Александровский сад) est un parc public de Moscou qui est situé le long du mur ouest du Kremlin, devant le manège de Moscou.
Aménagé sur l'ordre du tsar Alexandre Ier par l'architecte Joseph Ivanovitch Bové, il fut ouvert au public en 1823 après cinq années de travaux, là ou jadis coulait la Neglinnaïa, reléguée à un canal souterrain.
Divers monuments et statues se trouvent dans ce jardin dont l'obélisque des Romanov et la tombe du Soldat inconnu.